# Militarismo

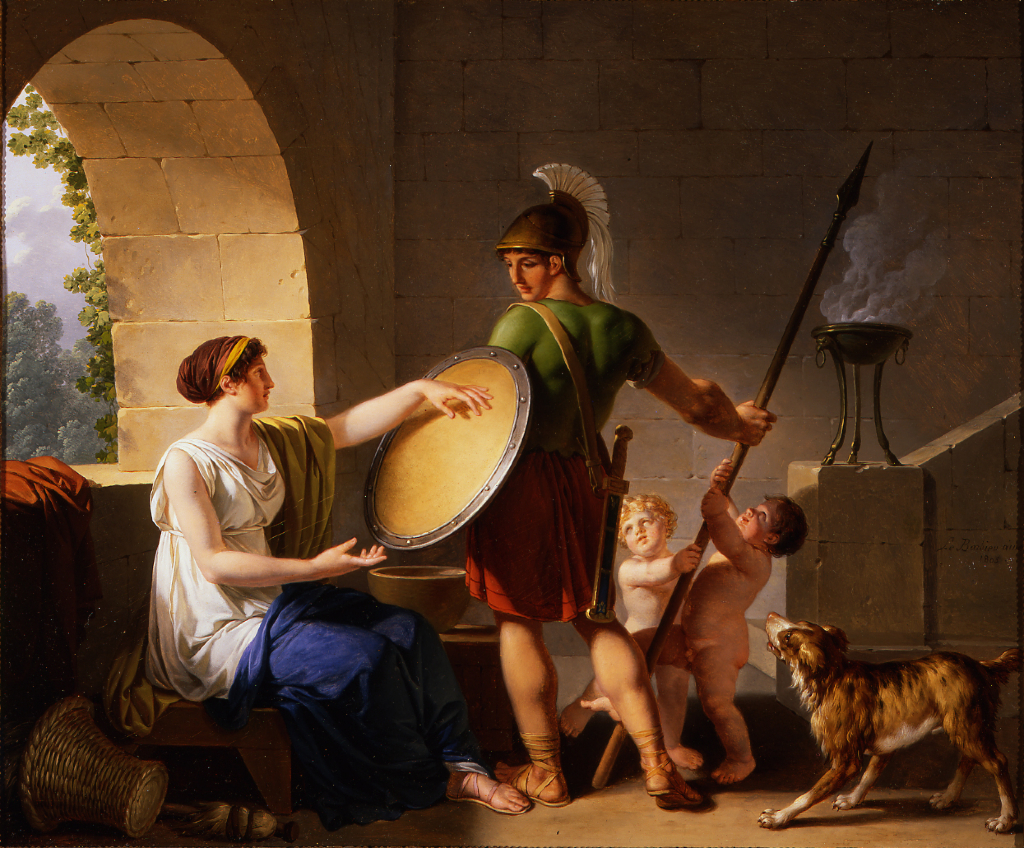
"Espartana dando um escudo a seu filho" (c. 1872), de Jean-Jacques-François Le Barbier. A antiga Esparta foi um exemplo de sociedade militarizada.

Militarismo ou ideologia militarista é uma ideologia que defende que a sociedade é mais bem servida (ou servida de maneira mais eficiente) quando governada ou guiada por conceitos ou pessoas oriundos da cultura, doutrina e sistema militares. Militaristas sustentam que a segurança é a mais alta prioridade social, e alegam que o desenvolvimento e a manutenção do aparato militar assegura essa segurança.